# NXT TakeOver: Orlando
L'édition Orlando de NXT TakeOver est une manifestation de catch (lutte professionnelle) produite par World Wrestling Entertainment, une fédération de catch américaine, qui est diffusée et visible en streaming payant sur le WWE Network. Cet événement met en avant les Superstars de NXT, le club-école de la compagnie. L'événement a eu lieu le 1er avril 2017 au Amway Center à Orlando (Floride). Il s'agit de la quinzième édition de NXT TakeOver.

## Contexte
Les spectacles de la World Wrestling Entertainment (WWE) sont constitués de matchs aux résultats prédéterminés par les scénaristes de la WWE. Ces rencontres sont justifiées par des storylines – une rivalité avec un catcheur, la plupart du temps – ou par des qualifications survenues dans les shows de la WWE telles que Raw, SmackDown et NXT. Tous les catcheurs possèdent une gimmick, c'est-à-dire qu'ils incarnent un personnage gentil (Face) ou méchant (Heel), qui évolue au fil des rencontres. Un événement comme Orlando est donc un événement tournant pour les différentes storylines en cours,.

## Tableau des matchs
| Ordre par numéros                                                                         | Résultat | Stipulation(s)                                                              | Temps |
| ----------------------------------------------------------------------------------------- | --- | --------------------------------------------------------------------------- | ----- |
| 1                                                                                         | SAnitY (Alexander Wolfe, Eric Young, Killian Dain et Nikki Cross) battent Kassius Ohno, Roderick Strong, Tye Dillinger et Ruby Riot                      | 8-Person Mixed Tag Team match                                               | 12:23 |
| 2                                                                                         | Aleister Black bat Andrade "Cien" Almas | Match simple                                                                | 09:35 |
| 3                                                                                         | The Authors of Pain (Rezar et Akam) (c) (avec Paul Ellering) battent DIY (Johnny Gargano et Tommaso Ciampa) et The Revival (Dash Wilder et Scott Dawson) | Triple Threat Elimination Tag Team match pour les NXT Tag Team Championship | 23:50 |
| 4                                                                                         | Asuka (c) bat Ember Moon | Match simple pour le NXT Women's Championship                               | 12:10 |
| 5                                                                                         | Bobby Roode (c) bat Shinsuke Nakamura | Match simple pour le NXT Championship                                       | 28:20 |
| La lettre C placée entre parenthèses désigne la personne ou l’équipe championne en titre. | |                                                                             |       |